# Souphanouvong

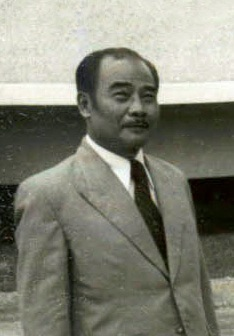
Souphanouvong (1978)

Prinz Souphanouvong (laotisch ສຸພານຸວົງ, Aussprache: [súʔpʰáːnūʔʋóŋ]; * 13. Juli 1909 in Luang Prabang; † 9. Januar 1995 in Vientiane) war ein laotischer Politiker. Er war ab 1950 Oberhaupt der antikolonialen und prokommunistischen Bewegung Pathet Lao und von 1975 bis 1991 erster Staatspräsident der Demokratischen Volksrepublik Laos.

## Leben

### Familie und Ausbildung
Er wurde als Sohn des Vizekönigs von Luang Prabang in Laos, Boun Khong, und dessen Nebenfrau Kham On geboren. Er war der jüngere Halbbruder von Prinz Phetsarat und Prinz Souvanna Phouma und prägte wie diese das politische Geschehen seines Heimatlandes Laos entscheidend.
Souphanouvong besuchte das Lycée Albert Sarraut in Hanoi und studierte anschließend an der École nationale des ponts et chaussées in Paris Bauingenieurwesen. Nach seinem Abschluss 1937 kehrte er nach Indochina zurück und wurde für das Amt für Öffentliche Bauarbeiten in Nha Trang tätig. Er heiratete die Vietnamesin Le Thi Ky Nam, die Tochter eines Beamten war und als ungewöhnlich selbstbewusste Frau charakterisiert wird. Die beiden hatten acht Kinder. Bis 1945 arbeitete er weiter als Bauingenieur und war für die Konstruktion von Brücken und Straßen in Zentralvietnam und Laos zuständig.

### Anführer der Lao Issara
Nach der Kapitulation der Japaner am Ende des Zweiten Weltkriegs nahm er Kontakt zu den Việt Minh auf, um diese um Unterstützung für die Unabhängigkeit Laos und gegen die Wiederkehr der französischen Kolonialherrschaft zu bitten. In Hanoi traf er auch Hồ Chí Minh, der ihn sehr beeindruckte. Souphanouvong wurde einer der Anführer der nationalen Befreiungsbewegung Lao Issara, fungierte zunächst als deren Provinzvorsitzender in Thakhek, dann als Außenminister der Lao-Issara-Regierung und Oberbefehlshaber der „Armee für die Befreiung und Verteidigung von Laos“. Anders als andere Angehörige der nationalen Befreiungsbewegung glaubte Souphanouvong, dass sich Laos nur im Bündnis mit den Việt Minh von der französischen Herrschaft befreien konnte, und wollte, dass sich Lao Issara und Việt Minh vereinigen, um einen ganz Indochina umfassenden Kampf gegen französische Herrschaft zu führen. Am 1. November 1945 unterzeichnete Souphanouvong ein gegenseitiges Unterstützungsabkommen zwischen Lao Issara und Việt Minh. Nach der Schlacht um Thakhek am 21. März 1946, als er auf einem Boot über den Mekong fliehen wollte, wurde er durch Tiefflieger schwer verwundet. Er konnte aber trotzdem nach Bangkok entkommen. Dort blieb er, wie andere Lao-Issara-Führer, während der folgenden drei Jahre im Exil. Im März 1949 trat er nach Konflikten über die Fortsetzung der Zusammenarbeit mit der vietnamesischen Befreiungsbewegung als Außenminister der Exilregierung zurück.

### Anführer der Pathet Lao
Berühmt wurde er unter dem Namen „der rote Prinz“ als nomineller Anführer der prokommunistischen und von Nordvietnam unterstützten Pathet-Lao-Bewegung, die 1950 nach der Spaltung der Lao Issara aus deren radikalem Flügel hervorging. Tatsächlich wurde diese allerdings von dem kommunistischen Politiker Kaysone Phomvihane geführt, der Prinz spielte eher die Rolle einer Repräsentationsfigur. Am 13. August 1950 wurde Souphanouvong zum Präsidenten des „Kongresses der Freien Laotischen Front“ gewählt, der im Hauptquartier der Việt Minh im nordvietnamesischen Tuyen Quang tagte.
Souphanouvong war zumindest zu Anfang kein überzeugter Kommunist. Er schloss sich den Pathet Lao eher aus Gründen persönlicher Konflikte mit der Führung von Lao Issara an. Im Gespräch mit einem US-amerikanischen Diplomaten in Bangkok bezeichnete er 1949 Laos als klassenloses, buddhistisches Land, in dem kommunistische Theorien keine Basis hätten. Ein unabhängiges Laos schlug er vielmehr, mit amerikanischer Hilfe, als neutralen Puffer gegen die Ausbreitung des Kommunismus in Asien vor. Die Demokratische Volksrepublik Vietnam und Phạm Văn Đồng bezeichnete er nicht als kommunistisch, sondern als „liberal-sozialistisch“. Dass Souphanouvong tatsächlich so ahnungslos war, ist nicht auszuschließen, da der enge Führungszirkel der vietnamesischen und laotischen Kommunisten äußerst verschlossen war und sein marxistisch-leninistisches Programm vor Außenstehenden – zu denen wohl auch Souphanouvong gehörte – streng geheim hielt. Radikale Ziele wie Enteignung, Klassenkampf und Abschaffung der Monarchie wären für die große Mehrheit der laotischen Bevölkerung mit ihren buddhistischen Überzeugungen nicht ansprechend gewesen. Allerdings sind alle Aussagen Souphanouvongs mit Vorsicht zu behandeln, da er nach Aussage zweier amerikanischer Freunde ein „perfekter Lügner“ gewesen sei.
Ausschlaggebend war möglicherweise eher seine provietnamesische Orientierung. Er hatte einen Großteil seines Erwachsenenlebens in Vietnam verbracht, dort gelernt und gearbeitet und war mit einer Vietnamesin verheiratet. Infolgedessen hatte er mehr Austausch mit Vietnamesen als mit Laoten seiner Generation und wohl auch eine größere intellektuelle Affinität zu gebildeten Vietnamesen, die er als dynamischer wahrnahm, als zu laotischen Eliten, die er als apolitisch und passiv beschrieb. Er steht damit in einer Traditionslinie vieler Aristokraten in der laotischen Geschichte, die, um an die Macht zu kommen oder sich an ihr zu halten, die Unterstützung eines der beiden großen Nachbarn – entweder Siam/Thailand oder Vietnam – suchten. Unter monarchischen Verhältnissen wäre Souphanouvong, als jüngster Sohn seines Vaters mit dessen Nebenfrau, viel zu niederrangig gewesen, um auf traditionellem Wege und ohne auswärtige Unterstützung an die Macht zu kommen.
Souphanouvong trat 1955 der Laotischen Volkspartei bei (aus der später die Laotische Revolutionäre Volkspartei, LRVP, wurde), gehörte aber nicht zu deren Führungszirkel. Allerdings wurde er Vorsitzender der 1956 gegründeten Laotischen Patriotischen Front (Neo Lao Hak Sat), in der auch Gewerkschaften, Frauen- und Bauernverbände vertreten waren. Während der nationalen Einheitsregierung unter seinem neutralistischen Halbbruder Souvanna Phouma von 1957 bis 1958 war er Minister für Planung, Wiederaufbau und Städtebau. Im Mai 1958 wurde er mit der höchsten Stimmenzahl unter allen Kandidaten landesweit als Abgeordneter für Vientiane in die Nationalversammlung gewählt.
Die Einheitsregierung zerbrach jedoch und die neue Regierung unter Phoui Sananikone ließ Souphanouvong und andere Vertreter der Pathet Lao im Juli 1959 verhaften. Der Gruppe gelang im Mai 1960 die Flucht ins Hauptquartier der prokommunistischen Kräfte bei Sam Neua (Provinz Houaphan). Souphanouvong setzte sich weiterhin für eine Zusammenarbeit von Pathet Lao und Neutralisten ein und trug zu den Verhandlungen bei, die zum Genfer Laos-Abkommen von 1962 führten. In der darauf folgenden zweiten Einheitsregierung war Souphanouvong Stellvertretender Premierminister und Minister für Wirtschaft und Planung. Nach der Ermordung des linksgerichteten Außenministers Quinim Pholsena im April 1963 verließ Souphanouvong die Regierung wieder und zog sich erneut in die Basis der Pathet Lao in Sam Neua zurück.
Erst 1967 bekannte er sich öffentlich zum Marxismus-Leninismus. Ob dies nun seine authentische ideologische Überzeugung widerspiegelte oder Machtkalkül war, blieb jedoch weiterhin fraglich.
Souphanouvong bemühte sich abermals um ein Bündnis aus Pathet Lao und Neutralisten, um den jahrelangen Laotischen Bürgerkrieg, in dem auch sein ältester Sohn gefallen war, zu beenden. 1972 und 1973 war er erneut an Gesprächen beteiligt, die zur dritten Einheitsregierung führten. In dieser übernahm er kein Ministeramt. Er stand jedoch dem Nationalen Politischen Konsultativrat vor, der das 18-Punkte-Programm entwarf, das der Regierung die Leitlinien ihrer Politik vorgab.

### Präsident der Demokratischen Volksrepublik
Nachdem Pathet Lao 1975 im ganzen Königreich Laos die Macht übernommen hatte, wurde Souphanouvong erster Staatspräsident der Demokratischen Volksrepublik Laos sowie Präsident der Obersten Volksversammlung. Beides waren aber überwiegend repräsentative Ämter ohne Einfluss auf das politische Tagesgeschäft. Im Politbüro der kommunistischen Partei (Laotische Revolutionäre Volkspartei, LRVP) hatte er nur einen niedrigen Rang inne. Die Entscheidungsgewalt lag vielmehr in den Händen des Premierministers und Generalsekretärs der Partei Kaysone Phomvihane und dessen Stellvertreters Nouhak Phoumsavanh.
Ab 1986 führte Phoumi Vongvichit als amtierender Staatspräsident für den dauerhaft erkrankten Souphanouvong die Amtsgeschäfte. Nach der Verabschiedung der neuen Verfassung am 14. August 1991 wurde Kaysone Phomvihane offiziell sein Nachfolger als Staatspräsident.
Prinz Souphanouvong starb am 9. Januar 1995 in Vientiane. Er bekam ein Staatsbegräbnis und seine Asche wurde in einem kleinen aber aufwändigen Stupa nahe dem Pha That Luang in Vientiane beigesetzt.
Einer seiner Söhne, Khamsay (* 1943), war von 1991 bis 1995 Finanzminister und Mitglied des Zentralkomitees der LRVP. Er fiel jedoch bei der Parteiführung in Ungnade und floh 2000 nach Neuseeland.
Von der Führung der Demokratischen Volksrepublik Laos und ihren Presseorganen wird Souphanouvong als Held und „Lichtgestalt“ der Revolution und der laotischen Nation gefeiert. Insbesondere seit seinem 95. Geburtstag im Jahr 2004 werden seine Rolle in der jüngeren laotischen Geschichte und seine Verdienste um die Revolution, die Unabhängigkeit und nationalen Interessen sowie die Erhaltung des Friedens von offizieller Seite verstärkt hervorgehoben.